# Pete Maravich

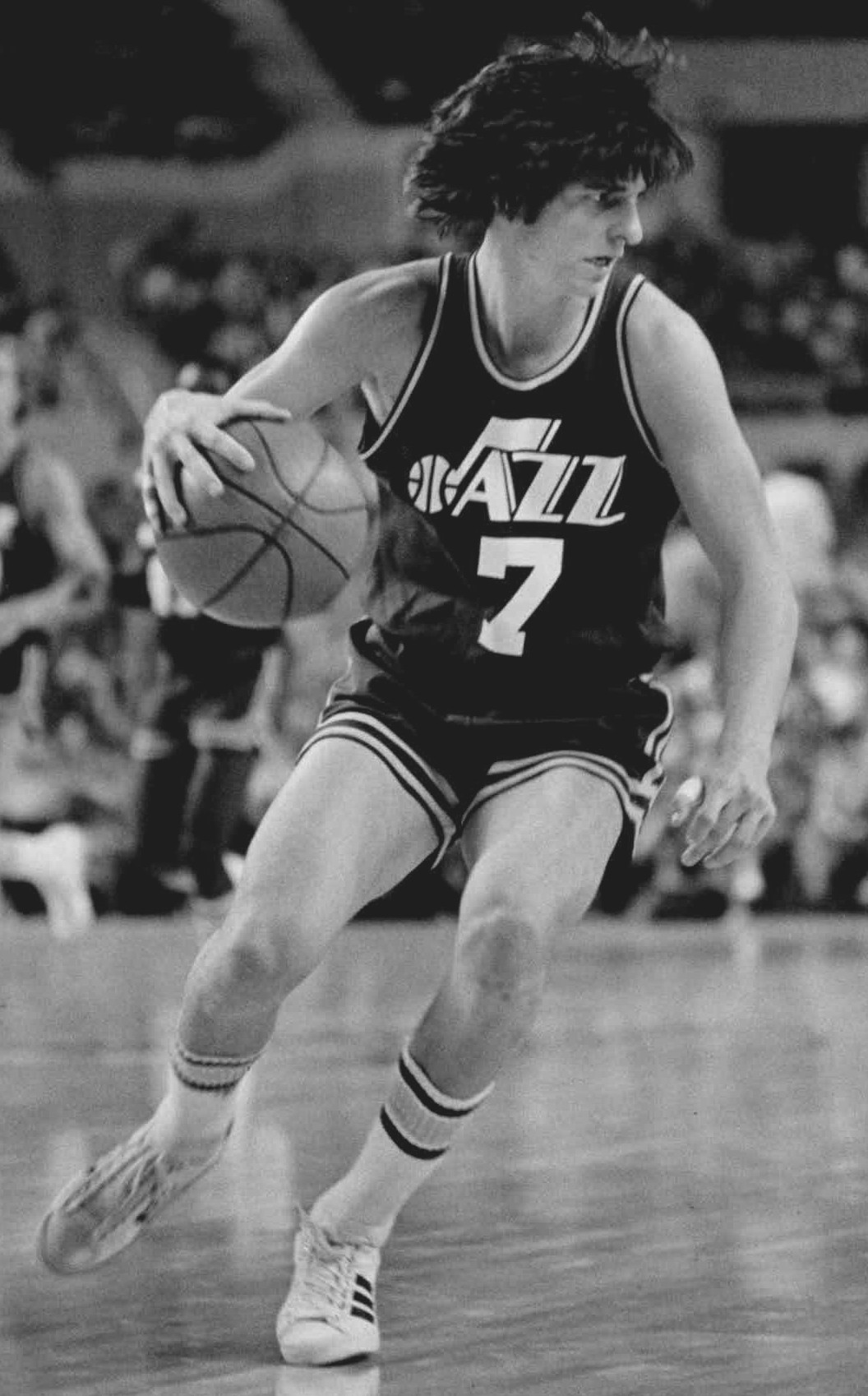
Pete Maravich 1977.

Peter Press "Pete" Maravich, även kallad "Pistol Pete", född 22 juni 1947 i Aliquippa i Pennsylvania, död 5 januari 1988 i Pasadena i Kalifornien, var en amerikansk basketspelare. Han har gjort flest poäng i college-serien NCAA Division I genom tiderna, med ett snitt på 44,2 poäng per match. Han vann poängligan i NBA säsongen 1976/1977. 68 av poängen gjordes under en och samma match, den 25 februari 1977. Endast sju andra spelare har lyckats göra fler under en match. Han har även utsetts till en av NBA:s 50 bästa spelare genom tiderna.
Pete Maravich tvingades avsluta basketkarriären 1980, på grund av skador. 1987 valdes han in i Naismith Memorial Basketball Hall of Fame. Ett år senare, 1988 avled Maravich, 40 år gammal, av ett hjärtfel efter en amatörbasketmatch.

## Lag
- Atlanta Hawks (1970–1974)
- New Orleans / Utah Jazz (1974–1980)
- Boston Celtics (1980)